# Kap Delgado

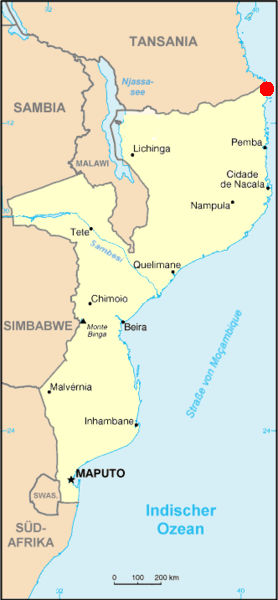
Lage des Kap Delgado in Mosambik

Kap Delgado (portugiesisch Cabo Delgado) ist ein Kap am Indischen Ozean, das im Norden von Mosambik unweit der Grenze mit Tansania liegt.
Nach ihm ist die Provinz Cabo Delgado benannt.

## Geographie
Das Kap Delgado befindet sich südlich der Mündung des Flusses Rovuma und ist von dessen Sedimenten beeinflusst. Der umgebende Küstenstreifen ist nur von geringfügigen Erhebungen geprägt, vor dem sich in einer Entfernung von 5 bis 20 Kilometern im Meer Korallenriffe hinziehen.
In der Nähe des Kap Delgado liegen die mosambikanischen Städte Quionga und Palma. Die tansanische Stadt Mtwara ist etwa 40 km davon entfernt.

## Geschichte
Nach dem Rückzug Portugals aus dem Gebiet im 18. und 19. Jahrhundert dehnte sich das Reich Sansibar bis zum Kap Delgado aus. Bis zum Ende des Ersten Weltkrieges gehörte das Kap zusammen mit einem schmalen Landstreifen (Kionga-Dreieck) noch zur Kolonie Deutsch-Ostafrika (das heutige Tansania). Nach Ende des Krieges wurde dann die neue Grenze an den Fluss Rovuma verlegt und das Kap wurde Teil Portugiesisch-Ostafrikas.